# Rehoboth
Rehoboth es un pueblo en la región administrativa de Hardap, en la zona central de Namibia, 90 kilómetros al sur de Windhoek, la capital del país. La población de este lugar era de 21.378 habitantes en 2005.
Está asentado sobre una meseta árida de escasas precipitaciones; en su vecindad se encuentran manantiales de aguas termales. Las necesidades de agua del pueblo son satisfechas por la represa del lago Oanob que se encuentra a seis kilómetros de distancia.
La ciudad y el territorio que la rodea están asociados con el grupo étnico Baster, que constituye la mayoría de su población.
Los antecesores de los Baster, hombres blancos de la Colonia del Cabo, emigraron hacia esta región en 1868 bajo el liderazgo de Hermanus van Wyk (llamado a veces el Moisés del pueblo Baster). En 1870, durante la conferencia de paz de Okahandja entre los jefes Herero y Nama, se acordó crear una zona neutral entre ambos grupos, y se decidió permitir a este grupo de emigrantes a quedarse en el área alrededor de Rehoboth. Con el paso del tiempo, los descendientes de estos inmigrantes y sus mujeres africanas, quienes se llamaron baster (por la palabra holandesa de «bastardo» pero entendido por ellos como «raza mixta»), se fueron identificando cada vez más con este pueblo, y se les empezó a llamar los «baster de Rehoboth». La población aumentó rápidamente: de 333 habitantes en 1870, pasó a 800 en 1874 y a 1500 para 1885. Los baster siguieron aumentando en número y fueron extendiendo el área sobre la que se asentaron; con el paso del tiempo toda la región se conoció como Rehoboth Gebiet (área de Rehoboth).

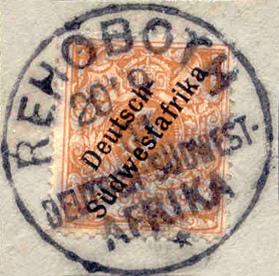
Sellos para el África Sudoccidental Alemana matasellos Rehoboth 1901

Durante la época de aplicación de las políticas de «desarrollo separado» impuestas por Sudáfrica mientras ocupó África del Sudoeste, este pueblo sirvió como capital del bantustán conocido por el mismo nombre de Rehoboth (a veces también llamado Basterland, el cual cubría una extensión de 13 860 km².
Al contrario que el resto de Namibia, cuyas etnias hablan generalmente un antiguo idioma africano de la región, los habitantes de Rehoboth hablan principalmente afrikáans entre sí, si bien son bilingües y dominan también el inglés. Poseen representación en la UNPO.